# Departamento de Akjoujt
Akjoujt es un departamento de la región de Inchiri, en Mauritania. En marzo de 2013 presentaba una población censada de 19 639 habitantes. Está formado por las siguientes comunas, que se muestran asimismo con población de marzo de 2013:
- Akjoujt 14,543
- Bennechab 5,096[1]
- Nouamghar